# كنيسة مارمرقس القبطية الأرثوذكسية
كنيسة مارمرقس القبطية الأرثوذكسية هي كنيسة تقع في حدائق شبرا في القاهرة في مصر.

## قصة إنشاء الكنيسة
تم إنشاءالكنيسة في عام 1880م